# Чха Ду Ри
Чха Ду Ри́ (кор. 차두리?, 車두리?; 25 июля 1980, Франкфурт-на-Майне, ФРГ; распространено неверное написание Ча Ду Ри) — южнокорейский футболист, правый защитник. Бронзовый призёр Кубка Азии 2011 года. Серебряный призёр Кубка Азии 2015 года.

## Ранние годы
Чха Ду Ри родился и провёл детство в Германии, в то время как его отец выступал в немецкой Бундеслиге за «Айнтрахт», а позже — за «Байер 04».

## Карьера

### 2002
Чха заметил Гус Хиддинк, когда его сборная играла товарищеский матч с командой Korea University. Сильный и агрессивный, он все ещё играл в любительском футболе, когда его пригласили в национальную сборную. Был способен играть на позиции вингера, а также в качестве нападающего. Он играл за один из клубов отца — «Айнтрахт».

### 2006
Он не попал в список игроков, поехавших в составе сборной Южной Кореи на чемпионат мира 2006, вместо этого он комментировал игры турнира на телеканале MBC вместе со своим отцом. Позже новый главный тренер Южной Кореи Пим Вербек добавил Чха Ду Ри в команду в квалификацию на Кубок Азии 2007.
До старта сезона 2006/07 Чха Ду Ри изменил свою позицию нападающего на правого вингера в «Майнце». Но на протяжении всего сезона он затруднялся играть в связи с травмой ноги, которая помешала ему не только играть в стартовом составе, но даже получать некоторое игровое время.
После сезона 2006/07 «Майнц» вылетел во 2 Бундеслигу, после этого Чха расторг договор.

### 2007
Перед сезоном 2007 года Чха в статусе свободного агента подписал контракт с «Кобленцом» из Второй Бундеслиги. В «Кобленце» играл на ранее не знакомых ему позициях правого полузащитника и вингера, а также второго нападающего и центрфорварда.

### 2009
После двух лет выступлений за «Кобленц» Чха Ду Ри покинул клуб и подписал 2-летний контракт с «Фрайбургом».
14 октября 2009 года Чха был вызван в сборную на матч с Сенегалом. Это был первый вызов в сборную Южной Кореи начиная с 2006 года.

### 2010
29 июня 2010 года Чха Ду Ри вылетел в Шотландию для прохождения медосмотра в «Селтике». Контракт был подписан после того, как 29-летний хавбек прошёл в Глазго углублённое медобследование. Футболист перешёл в шотландский клуб на правах свободного агента. 2 июля 2010 года Чха Ду Ри подписал 2-летний контракт с «Селтиком» с возможностью продления ещё на год.
Дебют корейца в первом составе «кельтов» состоялся 28 июля 2010 года, когда в рамках 3-го квалификационного раунда Лиги чемпионов глазговцы встречались с португальской «Брагой».

### 2012
8 июня 2012 года Чха Ду Ри подписал контракт с дюссельдорфской «Фортуной» на два года.

### Параметры
Чха Ду Ри считался очень быстрым футболистом (он пробегал 100 метров менее чем за 11 секунд), и он также очень высоко прыгал. Он регулярно в течение всего сезона играл с большой выносливостью, параметры у него, как у типичного форварда: рост — 181 см, вес — 75—78 кг.

## Личное
Чха Ду Ри — сын Чха Бом Гына, который считается лучшим футболистом Азии за всё время.

### Разное
Он говорит, читает и пишет на корейском, немецком и нидерландском (изучал у Гуса Хиддинка).

## Достижения
«Селтик»
- Чемпион Шотландии: 2011/12

## Статистика

### Голы за сборную
| № | Дата            | Место проведения | Соперник          | Голов | Итоговый результат | Соревнование               |
| - | --------------- | ---------------- | ----------------- | ----- | ------------------ | -------------------------- |
| 1 | 20 апреля 2002  | Тэгу             | Коста-Рика        | 1 гол | 2:0                | Товарищеский матч          |
| 2 | 18 февраля 2004 | Сувон            | Ливан             | 1 гол | 2:0                | Отборочный матч ЧМ-2006    |
| 3 | 14 июля 2004    | Сеул             | Тринидад и Тобаго | 1 гол | 1:1                | Товарищеский матч          |
| 4 | 27 июля 2004    | Цзинань          | Кувейт            | 1 гол | 4:0                | Кубок Азии по футболу 2004 |

## Государственные награды
- Орден «За спортивные заслуги» 2 класса Республики Корея — орден Отважного тигра (2 июля 2002)[9]